# Festival international du film de Miskolc
 (août 2013).
Si vous disposez d'ouvrages ou d'articles de référence ou si vous connaissez des sites web de qualité traitant du thème abordé ici, merci de compléter l'article en donnant les références utiles à sa vérifiabilité et en les liant à la section « Notes et références ».
Le Festival international du film de Miskolc, également connu sous le nom de Jameson CineFest, est le principal festival du cinéma en Hongrie.
Son directeur est Tibor Biro, son directeur du programme, Péter Madaras, son directeur artistique, Géza Csákvári et son directeur de la communication, Péter Muszatics.

## Histoire
Le Jameson CineFest a été organisé pour la première fois en 2004, et doit son nom à son principal sponsor, la marque de whisky irlandais Jameson. Le festival se concentre principalement sur les jeunes talents âgés de moins de 35 ans. Le programme de la compétition comprend la projection de longs métrages, courts métrages, documentaires et films d'animation.
Le festival reçoit en moyenne 5 à 600 suggestions de films par an en provenance de toutes les parties du monde, et un jury préliminaire en sélectionne 50 à 60 pour le programme de la compétition. Les longs métrages sont sélectionnés par le directeur artistique Géza Csákvári ; la plupart des films présentés dans cette section sont invités. Chaque film du programme du concours doit être une première en Hongrie. Le festival se concentre sur les films indépendants américains ainsi que sur les productions de cette partie de l'Europe, surtout hongroises, roumaines, autrichiennes et polonaises.
Le Jameson CineFest n'est pas seulement en Hongrie le forum des meilleurs films de jeunes cinéastes : le programme CineClassics du festival (organisé par Peter Muszatics, sous le patronage du réalisateur István Szabó) met en lumière des personnalités et des réalisateurs célèbres qui viennent d'Europe centrale et pourtant sont peu connus dans leur région natale. De nombreuses conférences, des expositions et projections rétrospectives ont porté sur des cinéastes ayant fait une grande carrière en Amérique, à Paris ou à Londres, comme Emeric Pressburger, lauréat d'un Oscar, Alexandre Korda et Zoltan Korda, Gabriel Pascal, ou István Szőts.
En 2013, István Szabó reçoit le CineFest Life Achievement Award ; son film Mephisto en particulier avait été l'un des films européens les plus acclamés de 1981.

## Accueil
Le festival a toujours été bien reçu par la presse hongroise et les critiques professionnels. Selon plusieurs journaux comme le quotidien Magyar Nemzet, le principal magazine hongrois en ligne Index.hu, le quotidien Népszabadság, et aussi revizoronline.hu, le Jameson CineFest est le festival de cinéma du plus haut niveau en Hongrie. « Le Jameson CineFest a accompli dans la ville de la sidérurgie, avec un budget qui semble absurde à l'échelle européenne, quelque chose qui dépasse de loin le niveau de la totalité des événements cinématographiques de Hongrie », écrivait Gábor Muray dans Magyar Nemzet en 2010. György Báron affirmait dans un article publié dans Élet és Irodalom en 2010 que « la sélection de gala du CineFest de cette année était la meilleure et la plus experte de tous les festivals hongrois jusqu'à présent », et également que, parmi les festivals de cinéma de Hongrie, la manifestation de Miskolc a été la première à s'imposer dans le domaine des festivals internationaux. « Il n'a même pas fallu dix ans pour que le CineFest grandisse jusqu'à devenir le festival hongrois de cinéma qui fait venir ici les films les plus importants et les meilleurs », écrivait au même moment László Kolozsi dans Revizor, le portail du Fonds culturel national (Nemzeti Kulturális Alap) consacré à la critique. « C'est comme si on était à Cannes, aussi bien… 2011 restera comme l'année du tournant dans l'histoire du festival : il est devenu visible sur la carte des festivals européens du cinéma », écrivait Index.hu en septembre 2011. « Un grand festival, peu d'argent, et le reste n'est que cliché… au Jameson CineFest il ne s'agit pas de cela, mais de personnes dévouées, expertes (aussi) à obtenir le maximum avec le minimum », écrivait le compte-rendu du portail cinématographique transylvain filmtett.ro sous le titre « Le festival humain », ajoutant : « Projeter le film Les Hommes de la montagne créé il y a 70 ans est pour un festival définir une configuration ; parler d'István Szőts qui aurait 100 ans l'an prochain est en soi fêter le cinéma hongrois… Et c'est ce que fait fièrement le Jameson CineFest, qu'il s'agisse de la profession ou du public… Des films durs, une compétition importante, des enseignements à ramener, des leçons à soupeser : ces vacances à Miskolc sous le soleil automnal étaient un bain relaxant cinématographique, on ne pourrait souhaiter mieux ; seulement d'y revenir l'an prochain. ».